# Craig Oppel
Richard Craig Oppel (* 10. August 1967 in Keflavík, Island) ist ein ehemaliger Schwimmer aus den Vereinigten Staaten. Er erhielt bei Olympischen Spielen und bei Weltmeisterschaften je eine Goldmedaille für einen Vorlaufeinsatz in der Staffel.

## Karriere
Craig Oppel besuchte das College an der University of California, Los Angeles. 1985 bei der Universiade in Kōbe gewann er mit beiden Freistilstaffeln die Goldmedaille. Bei den ersten Pan Pacific Swimming Championships, die 1985 in Tokio ausgetragen wurden, siegte er mit der 4-mal-200-Meter-Freistilstaffel. Im Jahr darauf trat er bei den Weltmeisterschaften 1986 in Madrid über 200 Meter Freistil an, belegte aber nur den 17. Rang. Mit der 4-mal-100-Meter-Lagenstaffel qualifizierte er sich mit der viertbesten Zeit für das Finale. Im Finale siegten Dan Veatch, David Lundberg, Pablo Morales und Matt Biondi. Oppel erhielt für seinen Einsatz im Vorlauf ebenfalls eine Goldmedaille.
1987 siegte Oppel bei den Pan Pacific Swimming Championships in Brisbane mit beiden Freistilstaffeln. Eine weitere Goldmedaille erschwamm er über 200 Meter Freistil. Über 100 Meter Freistil wurde er Zweiter hinter Matt Biondi. 1988 bei den Olympischen Spielen in Seoul qualifizierte sich die 4-mal-200-Meter-Freistilstaffel mit Craig Oppel, Daniel Jorgensen, Matthew Cetlinski und Doug Gjertsen als Vorlaufzweite hinter der Staffel aus der DDR für das Finale. Im Endlauf schwammen Troy Dalbey, Matthew Cetlinski, Doug Gjertsen und Matt Biondi sechs Seklunden schneller als die Vorlaufstaffel und siegten in neuer Weltrekordzeit vor den Staffeln aus der DDR und aus der BRD, auch die Australier und die Italiener waren im Finale schneller als die Staffel der Vereinigten Staaten im Vorlauf. Alle sechs eingesetzten Schwimmer aus den Vereinigten Staaten erhielten eine Goldmedaille.
Nach seiner Graduierung beendete Oppel seine Leistungssportkarriere und besuchte die Law School der Drake University, die er 1985 mit dem Juris Doctor abschloss. Er blieb in Iowa und wurde Anwalt für Familienrecht. In seiner Freizeit nahm er an Wettbewerben im Triathlon teil.